# Niseko (sopka)
Niseko je v současnosti neaktivní vulkanický komplex, sestávající z několika andezitových stratovulkánů a lávových dómů, nacházející se na japonském ostrově Hokkaidó, severozápadně od stejnojmenného města. Poslední aktivita se odehrála přibližně před 7000 lety, v současnosti se na různých částech komplexu nacházejí pouze aktivní fumaroly a horké prameny.